# Peteroma latizonata
Peteroma latizonata là một loài bướm đêm trong họ Noctuidae.